# Cameron Grimes
Trevor Lee Caddell (* 30. September 1993 in Cameron, North Carolina) ist ein amerikanischer Wrestler. Er steht derzeit bei der WWE unter Vertrag und tritt regelmäßig in deren Show SmackDown auf. Sein bislang größter Erfolg ist der Erhalt der NXT North American Championship.

## Wrestling-Karriere

### Pro Wrestling Guerrilla (2014–2019)
Caddell begann seine Karriere bei zahlreichen unabhängigen Promotionen unter dem Namen Trevor Lee, beginnend mit CWF-Mid Atlantic in North Carolina. Am 28. März 2014 gab er sein Debüt, bei Pro Wrestling Guerrilla (PWG) bei Mystery Vortex II und verlor gegen Andrew Everett. Am 27. Februar 2015 erhielt Lee bei From Out of Nowhere, seine erste Chance auf die PWG Championship gegen Roderick Strong, den Titel konnte er jedoch nicht gewinnen. Am 22. Mai 2015 gewannen Lee und Andrew Everett, das DDT4-Turnier 2015 und besiegten die PWG World Tag Team Champions The Beaver Boys Alex Reynolds und John Silver im Finale, um das Turnier und auch die PWG World Tag Team Championships zu gewinnen. Am 26. Juni 2015 verloren Lee und Everett bei Mystery Vortex III, die PWG World Tag Team Championships gegen The Young Bucks.
Lee rang am 18. Januar 2019 bei PWGs Hand of Doom gegen den damaligen Champion Jeff Cobb. Nach dem Match gab Lee der Menge eine Abschiedsrede und gab bekannt zur WWE zu gehen.
Während seines Arrangements mit PWG trat er auch unter anderem für Impact Wrestling an. Hier gewann er einmal den TNA World Tag Team Championship und dreimal den Impact X Division Championship.

### World Wrestling Entertainment (seit 2019)
Nachdem er Impact Wrestling verlassen hatte, gab Lee am 12. Januar 2019 bei einer CWF Mid-Atlantic Show bekannt, dass er einen Vertrag mit WWE unterschrieben hatte. Es wurde am 11. Februar 2019 offiziell gemacht, als er anfing, im WWE Performance Center zu trainieren. Kurz nachdem er bei NXT-Live-Events in der Region Florida auftrat, gab er sein Debüt an der Full Sail University in einem Dark Match vor den NXT-Fernsehaufnahmen vom 1. Mai und besiegte Shane Strickland. Im Juni wurde sein Ringname in Cameron Grimes geändert. Im selben Monat wurde bekannt gegeben, dass Grimes an dem NXT Breakout Tournament teilnehmen wird [30], das Turnier gewann er jedoch nicht. Hiernach folgten kleinere Fehden und Einzelmatches, welche er größtenteils gewann. Am 22. August 2020 trat er bei TakeOver: XXX um die NXT North American Championship an. Dies war ein Fatal Five Way Ladder Match, welches er jedoch nicht gewinnen konnte.
Bei NXT TakeOver: WarGames IV am 6. Dezember 2020 bestritt er ein Strap-Match gegen Dexter Lumis, dieses verlor er jedoch. In der Ausgabe von NXT vom 16. Dezember 2020 wurde bekannt gegeben, dass er verletzungsbedingt ausfällt. Am 10. Februar 2021 kehrte er in die Shows zurück. Am 13. Juni 2021 bestritt er bei NXT TakeOver: In Your House II ein Ladder-Match gegen LA Knight, um den neuen Titelträger der Million Dollar Championship zu bestimmen. Dieses Match verlor er jedoch. Ein weiteres Match um den Titel verlor er. Danach musste er Knight als Butler dienen. Am 22. August 2021 gewann er bei NXT TakeOver: 36 die Million Dollar Championship, hierfür besiegte er LA Knight.
Am 2. April 2022 gewann er bei NXT Stand & Deliver (2022) die NXT North American Championship. Hierfür besiegte er in einem Fatal-Five-Way-Ladder-Match den amtierenden Champion Carmelo Hayes sowie Sántos Escobár, Grayson Waller und Solo Sikoa. Die Regentschaft währte 63 Tage und er verlor den Titel schlussendlich am 4. Juni 2022 bei NXT In Your House (2022) an Carmelo Hayes. Am 12. Mai 2023 gab er sein Debüt im Main Roster für den SmackDown Brand. In seinem Debüt-Match besiegte er Baron Corbin.

## Titel und Auszeichnungen
- World Wrestling Entertainment
  - NXT North American Championship (1×)
  - Million Dollar Championship (1×)

- All American Wrestling
  - AAW Heritage Championship (1×)
  - AAW Tag Team Championship (3×) mit Andrew Everett

- Carolina Wrestling Federation Mid-Atlantic
  - CWF Mid-Atlantic Heavyweight Championship (1×)
  - CWF Mid-Atlantic Rising Generation League Championship (1×)
  - CWF Mid-Atlantic Tag Team Championship (1×) mit Chet Sterling
  - CWF Mid-Atlantic Television Championship (2×)
  - PWI Ultra J Championship (1×)
  - CWF Annual Rumble (2017)
  - Kernodle Brothers Tag Team Tournament (2018) mit Chet Sterling

- OMEGA Championship Wrestling
  - OMEGA Heavyweight Championship (1×)

- Pro Wrestling Guerrilla
  - PWG World Tag Team Championship (1×) mit Andrew Everett
  - DDT4 (2015) mit Andrew Everett

- Total Nonstop Action Wrestling
  - Impact X Division Championship (3×)
  - TNA World Tag Team Championship (1×) mit Brian Myers
  - Race for the Case (2017)

- Pro Wrestling Illustrated
  - Nummer 61 der Top 500 Wrestler in der PWI 500 in 2016